# Liste von Kirchengebäuden im Landkreis Elbe-Elster
Die Liste der Kirchengebäude im Landkreis Elbe-Elster gibt eine vollständige Übersicht der im Landkreis Elbe-Elster im Süden des Landes Brandenburg vorhandenen Gotteshäuser mit ihrem Status, Adresse, Koordinaten und einer Ansicht (Stand Januar 2024).

## Liste
| Ort                      | Bezeichnung                                          | Lage                                                                     | Nutzung        | Bemerkungen                                                | Außenansicht    | Innenansicht   | Denkmal-ID | Wikidata-Eintrag |
| ------------------------ | ---------------------------------------------------- | ------------------------------------------------------------------------ | -------------- | ---------------------------------------------------------- | --------------- | -------------- | ---------- | ---------------- |
| Ahlsdorf (Schönewalde)   | Dorfkirche Ahlsdorf                                  | Schönewalde OT: Ahlsdorf (Schönewalde) Thomas-Müntzer-Str. (Lage)        | evangelisch    |                                                            | weitere Bilder  |                | 09135288   | Q80078486        |
| Alt Herzberg             | Dorfkirche Alt Herzberg                              | Herzberg OT: Alt Herzberg Mühlstraße 23 (Lage)                           | evangelisch    |                                                            | weitere Bilder  |                | 09135193   | Q15109592        |
| Altbelgern               | Dorfkirche Altbelgern                                | Mühlberg/Elbe OT: Altbelgern Elbstraße 24 (Lage)                         | evangelisch    |                                                            | weitere Bilder  |                | 09135429   | Q27922326        |
| Altenau                  | Dorfkirche Boragk                                    | Mühlberg/Elbe OT: Altenau Dorfstraße 4 (Lage)                            | evangelisch    |                                                            | weitere Bilder  |                | 09135388   | Q39446836        |
| Arenzhain                | Dorfkirche Arenzhain                                 | Doberlug-Kirchhain OT: Arenzhain Arenzhainer Dorfstraße 25 (Lage)        | evangelisch    |                                                            | weitere Bilder  |                | 09135077   | Q56508010        |
| Arnsnesta                | Dorfkirche Arnsnesta                                 | Herzberg OT: Arnsnesta Arnsnesta 7 (Lage)                                | evangelisch    |                                                            | weitere Bilder  |                | 09135135   | Q17330636        |
| Babben                   | Dorfkirche Babben                                    | Massen-Niederlausitz OT: Babben Dorfstraße 9a (Lage)                     | evangelisch    |                                                            | weitere Bilder  |                | 09135078   | Q101849439       |
| Bad Liebenwerda          | Stadtpfarrkirche St. Nikolai (Bad Liebenwerda)       | Bad Liebenwerda OT: Bad Liebenwerda Markt 24 (Lage)                      | evangelisch    |                                                            | weitere Bilder  |                | 09135320   | Q20220055        |
| Bad Liebenwerda          | Herz-Jesu-Kirche                                     | Bad Liebenwerda OT: Bad Liebenwerda Südring 2 (Lage)                     | katholisch     |                                                            | weitere Bilder  |                |            | Q116269815       |
| Bad Liebenwerda          | Neuapostolische Kirche Bad Liebenwerda               | Bad Liebenwerda OT: Bad Liebenwerda Riesaer Straße 41 (Lage)             | neuapostolisch |                                                            | Bild gesucht BW |                |            | Q124418367       |
| Bernsdorf                | Dorfkirche Bernsdorf                                 | Schönewalde OT: Bernsdorf Kremitzstraße 15 (Lage)                        | evangelisch    |                                                            | weitere Bilder  |                | 09135587   | Q80079635        |
| Betten                   | Dorfkirche Betten                                    | Massen-Niederlausitz OT: Betten Dorfstraße 1 (Lage)                      | evangelisch    |                                                            | weitere Bilder  |                | 09135063   | Q101849470       |
| Beyern                   | Dorfkirche Beyern                                    | Falkenberg/Elster OT: Beyern Hauptstraße (Lage)                          | evangelisch    |                                                            | weitere Bilder  |                | 09135141   | Q17330640        |
| Biehla                   | Christuskirche Biehla                                | Elsterwerda OT: Biehla Birkenweg 10 (Lage)                               | evangelisch    |                                                            | weitere Bilder  |                | 09135505   | Q1087284         |
| Bönitz                   | Dorfkirche Bönitz                                    | Uebigau-Wahrenbrück OT: Bönitz Dorfstraße (Lage)                         | evangelisch    |                                                            | weitere Bilder  |                | 09135359   | Q27160676        |
| Brandis                  | Dorfkirche Brandis                                   | Schönewalde OT: Brandis Brandiser Winkel (Lage)                          | evangelisch    |                                                            | weitere Bilder  |                | 09135314   | Q80079411        |
| Breitenau                | Dorfkirche Breitenau                                 | Sonnewalde OT: Breitenau Breitenau 7a (Lage)                             | evangelisch    |                                                            | Bild gesucht BW |                | 09135064   | Q124457230       |
| Buchhain                 | Dorfkirche Buchhain                                  | Doberlug-Kirchhain OT: Buchhain Buchhainer Mittelstraße 9a (Lage)        | evangelisch    |                                                            | weitere Bilder  |                | 09135079   | Q116552106       |
| Buckau                   | Dorfkirche Buckau (Herzberg)                         | Herzberg OT: Buckau Buckauer Str. 37a (Lage)                             | evangelisch    |                                                            | weitere Bilder  |                | 09135561   | Q59227739        |
| Burxdorf                 | Dorfkirche Burxdorf                                  | Bad Liebenwerda OT: Burxdorf Dorfstraße 53 (Lage)                        | evangelisch    |                                                            | weitere Bilder  |                | 09135474   | Q27555194        |
| Doberlug-Kirchhain       | Klosterkirche Doberlug                               | Doberlug-Kirchhain OT: Doberlug-Kirchhain Schloßstraße 8a (Lage)         | evangelisch    |                                                            | weitere Bilder  | Innenansichten | 09135065   | Q20644115        |
| Doberlug-Kirchhain       | Stadtkirche St. Marien zu Kirchhain                  | Doberlug-Kirchhain OT: Doberlug-Kirchhain Am Kirchplatz 1 (Lage)         | evangelisch    |                                                            | weitere Bilder  | Innenansichten | 09135066   | Q59201338        |
| Doberlug-Kirchhain       | Friedhofskapelle Kirchhain                           | Doberlug-Kirchhain OT: Doberlug-Kirchhain Am Kirchplatz 3 (Lage)         |                |                                                            | weitere Bilder  |                |            | Q116269953       |
| Doberlug-Kirchhain       | St. Bonifatius und St. Elisabeth, Doberlug-Kirchhain | Doberlug-Kirchhain OT: Doberlug-Kirchhain Am Hagwall 17 (Lage)           | katholisch     |                                                            | weitere Bilder  |                |            | Q116270011       |
| Dobra                    | Dorfkirche Dobra                                     | Bad Liebenwerda OT: Dobra Kirchpl. (Lage)                                | evangelisch    |                                                            | weitere Bilder  |                | 09135362   | Q27487362        |
| Dollenchen               | Dorfkirche Dollenchen                                | Sallgast OT: Dollenchen Hauptstraße 37a (Lage)                           | evangelisch    |                                                            | weitere Bilder  |                | 09135080   | Q67980755        |
| Döllingen                | Dorfkirche Döllingen                                 | Plessa OT: Döllingen Dorfplatz 4 (Lage)                                  | evangelisch    |                                                            | weitere Bilder  |                | 09135367   | Q27097111        |
| Drasdo                   | Dorfkirche Drasdo                                    | Uebigau-Wahrenbrück OT: Drasdo Dorfstraße 19 (Lage)                      | evangelisch    |                                                            | weitere Bilder  |                | 09135142   | Q1244241         |
| Dreska                   | Dorfkirche Dreska                                    | Hohenleipisch OT: Dreska Dorfplatz (Lage)                                | evangelisch    |                                                            | weitere Bilder  |                | 09135415   | Q27773297        |
| Drößig                   | Dorfkirche Drößig                                    | Heideland OT: Drößig Dorfstraße 44a (Lage)                               | evangelisch    |                                                            | weitere Bilder  |                | 09135303   | Q105980733       |
| Dübrichen                | Dorfkirche Dübrichen                                 | Doberlug-Kirchhain OT: Dübrichen Dorfstraße 9 (Lage)                     | evangelisch    |                                                            | weitere Bilder  |                | 09135081   | Q116738357       |
| Dubro                    | Dorfkirche Dubro                                     | Schönewalde OT: Dubro An den Teichen (Lage)                              | evangelisch    |                                                            | weitere Bilder  |                | 09135143   | Q105799646       |
| Eichholz (Heideland)     | Dorfkirche Eichholz (Heideland)                      | Heideland OT: Eichholz (Heideland) Eichholzer Str. 67 (Lage)             | evangelisch    |                                                            | weitere Bilder  |                | 09135087   | Q60595430        |
| Elsterwerda              | Stadtkirche „St. Catharina“ Elsterwerda              | Elsterwerda OT: Elsterwerda Hauptstraße 41 (Lage)                        | evangelisch    |                                                            | weitere Bilder  |                | 09135371   | Q2319839         |
| Elsterwerda              | Mater Dolorosa Elsterwerda                           | Elsterwerda OT: Elsterwerda Schillerstraße 8 (Lage)                      | katholisch     |                                                            | weitere Bilder  |                | 09135807   | Q27926234        |
| Elsterwerda              | Frühere Neuapostolische Kirche in Elsterwerda        | Elsterwerda OT: Elsterwerda Feldstraße 8 (Lage)                          | profaniert     |                                                            | weitere Bilder  |                |            | Q116270000       |
| Falkenberg/Elster        | Jesus-Christus-Kirche Falkenberg/Elster              | Falkenberg/Elster OT: Falkenberg/Elster Ludwig-Jahn-Straße 5 (Lage)      | evangelisch    |                                                            | weitere Bilder  |                | 09135144   | Q44198000        |
| Falkenberg/Elster        | Allerheiligen-Kirche Falkenberg/Elster               | Falkenberg/Elster OT: Falkenberg/Elster Hufen 6 (Lage)                   | katholisch     |                                                            | weitere Bilder  |                | 09135809   | Q111827538       |
| Falkenberg/Elster        | Neuapostolische Kirche Falkenberg/Elster             | Falkenberg/Elster OT: Falkenberg/Elster Theodor-Körner-Straße 7 (Lage)   | neuapostolisch |                                                            | weitere Bilder  |                |            | Q124045807       |
| Fermerswalde             | Dorfkirche Fermerswalde                              | Herzberg OT: Fermerswalde Fermerswalder Str. 19 (Lage)                   | evangelisch    |                                                            | weitere Bilder  |                | 09135151   | Q27967007        |
| Fichtenberg              | Dorfkirche Fichtenberg                               | Mühlberg/Elbe OT: Fichtenberg Schloßstraße (Lage)                        | evangelisch    |                                                            | weitere Bilder  |                | 09135390   | Q42425584        |
| Finsterwalde             | Trinitatiskirche Finsterwalde                        | Finsterwalde OT: Finsterwalde Am Kirchplatz 3 (Lage)                     | evangelisch    |                                                            | weitere Bilder  | Innenansichten | 09135067   | Q101579127       |
| Finsterwalde             | St. Maria Mater Dolorosa                             | Finsterwalde OT: Finsterwalde Am Wasserturm 3 (Lage)                     | katholisch     |                                                            | weitere Bilder  |                | 09136144   | Q109779398       |
| Finsterwalde             | Neuapostolische Kirche Finsterwalde                  | Finsterwalde OT: Finsterwalde Schillerplatz 7 (Lage)                     | neuapostolisch |                                                            | Bild gesucht BW |                |            | Q124101860       |
| Fischwasser              | Dorfkirche Fischwasser                               | Heideland OT: Fischwasser Hauptstraße 55 (Lage)                          | evangelisch    |                                                            | weitere Bilder  |                | 09135113   | Q116766744       |
| Frankena                 | St. Pantaleon (Frankena)                             | Doberlug-Kirchhain OT: Frankena Am Mühlenfließ 6 (Lage)                  | evangelisch    |                                                            | weitere Bilder  |                | 09135114   | Q56524227        |
| Frauenhorst              | Dorfkirche Frauenhorst                               | Herzberg OT: Frauenhorst Frauenhorster Straße 13 (Lage)                  | evangelisch    |                                                            | weitere Bilder  |                | 09135154   | Q59220606        |
| Friedersdorf             | Dorfkirche Friedersdorf (Rückersdorf)                | Rückersdorf OT: Friedersdorf Friedersdorfer Hauptstraße 63 (Lage)        | evangelisch    |                                                            | weitere Bilder  |                | 09135122   | Q42534320        |
| Friedersdorf             | Dorfkirche Friedersdorf                              | Sonnewalde OT: Friedersdorf Friedersdorfer Straße 5A (Lage)              | evangelisch    |                                                            | weitere Bilder  |                | 09135115   | Q101579068       |
| Friedrichsluga           | Dorfkirche Friedrichsluga                            | Herzberg OT: Friedrichsluga Friedrichslugaer Straße auf dem Anger (Lage) | evangelisch    |                                                            | weitere Bilder  |                | 09135315   | Q89642688        |
| Gahro                    | Dorfkirche Gahro                                     | Crinitz OT: Gahro Dorfstraße 20 (Lage)                                   | evangelisch    |                                                            | weitere Bilder  |                | 09135117   | Q100385174       |
| Göllnitz                 | Dorfkirche Göllnitz                                  | Sallgast OT: Göllnitz Saadower Straße (Lage)                             | evangelisch    |                                                            | weitere Bilder  |                | 09135116   | Q59168714        |
| Gorden                   | Dorfkirche Gorden                                    | Gorden-Staupitz OT: Gorden Hauptstraße 6 (Lage)                          | evangelisch    |                                                            | weitere Bilder  |                | 09135392   | Q27507345        |
| Goßmar                   | Dorfkirche Goßmar                                    | Sonnewalde OT: Goßmar Dorfanger 31 (Lage)                                | evangelisch    |                                                            | weitere Bilder  |                | 09135289   | Q116827675       |
| Gräfendorf               | Dorfkirche Gräfendorf                                | Herzberg OT: Gräfendorf Gräfendorfer Straße 12 (Lage)                    | evangelisch    |                                                            | weitere Bilder  |                | 09135155   | Q59227742        |
| Grassau                  | Dorfkirche Grassau                                   | Schönewalde OT: Grassau Hauptstraße (Lage)                               | evangelisch    |                                                            | weitere Bilder  |                | 09135156   | Q80078278        |
| Gröden                   | Martinskirche Gröden                                 | Gröden OT: Gröden Schulplatz 4 (Lage)                                    | evangelisch    |                                                            | weitere Bilder  | Innenansichten | 09135395   | Q27062365        |
| Großkrausnik             | Dorfkirche Großkrausnik                              | Sonnewalde OT: Großkrausnik Rosenstraße 25 (Lage)                        | evangelisch    |                                                            | weitere Bilder  |                | 09135118   | Q98399497        |
| Großrössen               | Dorfkirche Großrössen                                | Falkenberg/Elster OT: Großrössen Dorfstraße 12 (Lage)                    | evangelisch    |                                                            | weitere Bilder  |                | 09135159   | Q44229210        |
| Großthiemig              | Dorfkirche Großthiemig                               | Großthiemig OT: Großthiemig Denkmalplatz (Lage)                          | evangelisch    |                                                            | weitere Bilder  |                | 09135322   | Q27886682        |
| Gruhno                   | Dorfkirche Gruhno                                    | Schönborn OT: Gruhno Gruhnoer Hauptstraße 8 (Lage)                       | evangelisch    |                                                            | weitere Bilder  |                | 09135068   | Q42565070        |
| Herzberg                 | Marienkirche Herzberg (Elster)                       | Herzberg OT: Herzberg Kirchstraße 14 (Lage)                              | evangelisch    |                                                            | weitere Bilder  |                | 09135160   | Q1492884         |
| Herzberg                 | Corpus-Christi-Kirche                                | Herzberg OT: Herzberg Heilandstraße 5 (Lage)                             | katholisch     |                                                            | weitere Bilder  |                | 09135184   | Q116922807       |
| Herzberg                 | Katharinenkirche Herzberg (Elster)                   | Herzberg OT: Herzberg Torgauer Straße 35 (Lage)                          | evangelisch    |                                                            | weitere Bilder  |                | 09135186   | Q124249289       |
| Herzberg                 | Neuapostolische Kirche Herzberg (Elster)             | Herzberg OT: Herzberg Albrecht-Dürer-Straße 1a (Lage)                    | neuapostolisch |                                                            | Bild gesucht BW |                |            | Q124418407       |
| Hillmersdorf             | Dorfkirche Hillmersdorf                              | Fichtwald OT: Hillmersdorf Dorfstraße 10a (Lage)                         | evangelisch    |                                                            | weitere Bilder  |                | 09135195   | Q80105196        |
| Hirschfeld               | Kirche Hirschfeld                                    | Hirschfeld OT: Hirschfeld Hauptstraße 7 (Lage)                           | evangelisch    |                                                            | weitere Bilder  |                | 09135407   | Q80103093        |
| Hohenbucko               | Dorfkirche Hohenbucko                                | Hohenbucko OT: Hohenbucko Dorfstraße (Lage)                              | evangelisch    |                                                            | weitere Bilder  |                | 09135197   | Q58792356        |
| Hohenkuhnsdorf           | Dorfkirche Hohenkuhnsdorf                            | Schönewalde OT: Hohenkuhnsdorf Hohenkuhnsdorf 4–6 (Lage)                 | evangelisch    |                                                            | weitere Bilder  |                | 09135198   | Q80079775        |
| Hohenleipisch            | Dorfkirche Hohenleipisch                             | Hohenleipisch OT: Hohenleipisch Bauernring 14 (Lage)                     | evangelisch    |                                                            | weitere Bilder  |                | 09135411   | Q27151392        |
| Hohenleipisch            | St.-Matthias-Kirche                                  | Hohenleipisch OT: Hohenleipisch Lindenstraße 13 (Lage)                   | profaniert     | war katholisch                                             | weitere Bilder  |                |            | Q124285956       |
| Hohenleipisch            | Frühere Neuapostolische Kirche Hohenleipisch         | Hohenleipisch OT: Hohenleipisch Bahnhofstraße 34 (Lage)                  | profaniert     |                                                            | Bild gesucht BW |                |            | Q124418451       |
| Jeßnigk                  | Dorfkirche Jeßnigk                                   | Schönewalde OT: Jeßnigk Jeßnigk 82 (Lage)                                | evangelisch    |                                                            | weitere Bilder  |                | 09135199   | Q106147555       |
| Kahla                    | Dorfkirche Kahla                                     | Plessa OT: Kahla Dorfstraße 28 (Lage)                                    | evangelisch    |                                                            | weitere Bilder  |                | 09135369   | Q27087813        |
| Kauxdorf                 | Dorfkirche Kauxdorf                                  | Uebigau-Wahrenbrück OT: Kauxdorf Dorfstraße 10 (Lage)                    | evangelisch    |                                                            | weitere Bilder  |                | 09135417   | Q27922328        |
| Kleinrössen              | Dorfkirche Kleinrössen                               | Falkenberg/Elster OT: Kleinrössen Kleinrössen 11 (Lage)                  | evangelisch    |                                                            | weitere Bilder  |                | 09135200   | Q44196184        |
| Knippelsdorf             | Dorfkirche Knippelsdorf                              | Schönewalde OT: Knippelsdorf Lindenallee 9 (Lage)                        | evangelisch    |                                                            | weitere Bilder  |                | 09135201   | Q38433594        |
| Kolochau                 | Dorfkirche Kolochau                                  | Kremitzaue OT: Kolochau Dorfstraße 11 (Lage)                             | evangelisch    |                                                            | weitere Bilder  |                | 09135202   | Q80103572        |
| Kölsa                    | Dorfkirche Kölsa                                     | Falkenberg/Elster OT: Kölsa Hauptstraße 12 (Lage)                        | evangelisch    |                                                            | weitere Bilder  |                | 09135203   | Q42073106        |
| Körba                    | Dorfkirche Körba                                     | Lebusa OT: Körba Lindenstraße 19 (Lage)                                  | evangelisch    |                                                            | weitere Bilder  |                | 09135204   | Q79997504        |
| Kosilenzien              | Dorfkirche Kosilenzien                               | Bad Liebenwerda OT: Kosilenzien Dorfstraße 20 (Lage)                     | evangelisch    |                                                            | weitere Bilder  |                | 09135422   | Q27729244        |
| Koßdorf                  | Dorfkirche Alt-Lönnewitz                             | Mühlberg/Elbe OT: Koßdorf Bundesstraße 183 (Lage)                        | profaniert     |                                                            | weitere Bilder  |                | 09135419   | Q26934090        |
| Koßdorf                  | Dorfkirche Koßdorf                                   | Mühlberg/Elbe OT: Koßdorf Markt 7 (Lage)                                 | evangelisch    |                                                            | weitere Bilder  |                | 09135418   | Q27657302        |
| Krassig                  | Dorfkirche Krassig                                   | Schlieben OT: Krassig Krassig 12–14 (Lage)                               | evangelisch    |                                                            | weitere Bilder  |                | 09135207   | Q80103281        |
| Kröbeln                  | Dorfkirche Kröbeln                                   | Bad Liebenwerda OT: Kröbeln Mühlberger Straße 5 (Lage)                   | evangelisch    |                                                            | weitere Bilder  |                | 09135424   | Q27703995        |
| Langennaundorf           | Dorfkirche Langennaundorf                            | Uebigau-Wahrenbrück OT: Langennaundorf Dorfstraße (Lage)                 | evangelisch    |                                                            | weitere Bilder  |                | 09135208   | Q27229628        |
| Langenrieth              | Dorfkirche Langenrieth                               | Bad Liebenwerda OT: Langenrieth Mühlberger Straße 17 (Lage)              | evangelisch    |                                                            | weitere Bilder  |                | 09135477   | Q27450676        |
| Lebusa                   | Dorfkirche Lebusa                                    | Lebusa OT: Lebusa Dorfstraße 66 (Lage)                                   | evangelisch    |                                                            | weitere Bilder  |                | 09135211   | Q56062111        |
| Lieskau                  | Dorfkirche Lieskau                                   | Lichterfeld-Schacksdorf OT: Lieskau Dorfstraße 34 (Lage)                 | evangelisch    |                                                            | weitere Bilder  |                | 09135119   | Q107175640       |
| Lindena                  | Dorfkirche Lindena                                   | Schönborn OT: Lindena Dorfstraße 5a (Lage)                               | evangelisch    |                                                            | weitere Bilder  |                | 09135069   | Q42301977        |
| Löhsten                  | Dorfkirche Löhsten                                   | Herzberg OT: Löhsten An der roten Lache (Lage)                           | evangelisch    |                                                            | weitere Bilder  |                | 09135213   | Q44195376        |
| Lugau                    | Dorfkirche Lugau                                     | Doberlug-Kirchhain OT: Lugau Hauptstraße 55a (Lage)                      | evangelisch    |                                                            | weitere Bilder  |                | 09135070   | Q81645923        |
| Mahdel                   | Dorfkirche Mahdel                                    | Herzberg OT: Mahdel Mahdel 23 (Lage)                                     | evangelisch    |                                                            | weitere Bilder  |                | 09135215   | Q111803086       |
| Malitschkendorf          | Dorfkirche Malitschkendorf                           | Kremitzaue OT: Malitschkendorf Hauptstraße 13 (Lage)                     | evangelisch    |                                                            | weitere Bilder  |                | 09135216   | Q86455204        |
| Martinskirchen           | Dorfkirche Martinskirchen                            | Mühlberg/Elbe OT: Martinskirchen Elbstraße 1 (Lage)                      | evangelisch    |                                                            | weitere Bilder  |                | 09135426   | Q39486964        |
| Massen-Niederlausitz     | Dorfkirche Massen                                    | Massen-Niederlausitz OT: Massen-Niederlausitz Lindthaler Str. 2A (Lage)  | evangelisch    |                                                            | weitere Bilder  |                | 09135071   | Q48817202        |
| Möglenz                  | Dorfkirche Möglenz                                   | Bad Liebenwerda OT: Möglenz Kauxdorfer Straße (Lage)                     | evangelisch    |                                                            | weitere Bilder  |                | 09135432   | Q38450408        |
| Mühlberg/Elbe            | Frauenkirche Mühlberg/Elbe                           | Mühlberg/Elbe OT: Mühlberg/Elbe Schulplatz 2 (Lage)                      | evangelisch    |                                                            | weitere Bilder  |                | 09135442   | Q59168716        |
| Mühlberg/Elbe            | Friedhofskapelle Mühlberg/Elbe                       | Mühlberg/Elbe OT: Mühlberg/Elbe Hans-Birke-Straße 23 (Lage)              |                |                                                            | weitere Bilder  |                | 09135445   | Q59260206        |
| Mühlberg/Elbe            | Klosterkirche St. Maria                              | Mühlberg/Elbe OT: Mühlberg/Elbe Güldenstern 1 (Lage)                     | evangelisch    |                                                            | weitere Bilder  |                | 09135326   | Q116269981       |
| Münchhausen              | Dorfkirche Münchhausen                               | Sonnewalde OT: Münchhausen Hauptstraße (Lage)                            | evangelisch    |                                                            | weitere Bilder  |                | 09135290   | Q55100538        |
| Nehesdorf                | St.-Katharinen-Kirche Nehesdorf                      | Finsterwalde OT: Nehesdorf Kantstraße (Lage)                             | evangelisch    |                                                            | weitere Bilder  |                | 09135100   | Q39099857        |
| Nexdorf                  | Dorfkirche Nexdorf                                   | Doberlug-Kirchhain OT: Nexdorf Nexdorfer Dorfstraße 20 (Lage)            | evangelisch    |                                                            | weitere Bilder  |                | 09135120   | Q117279334       |
| Oelsig                   | Dorfkirche Oelsig                                    | Schlieben OT: Oelsig Oelsig Nr. 10 (Lage)                                | evangelisch    |                                                            | Bild gesucht BW |                |            | Q124433200       |
| Oppelhain                | Dorfkirche Oppelhain                                 | Rückersdorf OT: Oppelhain Oppelhainer Hauptstraße (Lage)                 | evangelisch    |                                                            | weitere Bilder  |                | 09135121   | Q42409354        |
| Oschätzchen              | Dorfkirche Oschätzchen                               | Bad Liebenwerda OT: Oschätzchen Dorfstraße 51 (Lage)                     | evangelisch    |                                                            | weitere Bilder  |                | 09135478   | Q27506802        |
| Plessa                   | Dorfkirche Plessa                                    | Plessa OT: Plessa Platz des Friedens (Lage)                              | evangelisch    |                                                            | weitere Bilder  |                | 09135479   | Q27067458        |
| Prießen                  | Dorfkirche Prießen                                   | Doberlug-Kirchhain OT: Prießen Prießener Str. 10a (Lage)                 | evangelisch    |                                                            | weitere Bilder  |                | 09135072   | Q101579063       |
| Prösen                   | Dorfkirche Prösen                                    | Röderland OT: Prösen Nebenstraße 17 (Lage)                               | evangelisch    |                                                            | weitere Bilder  |                | 09135485   | Q27118142        |
| Proßmarke                | Dorfkirche Proßmarke                                 | Hohenbucko OT: Proßmarke Dorfstraße 22 (Lage)                            | evangelisch    |                                                            | weitere Bilder  |                | 09135221   | Q58878731        |
| Rehfeld                  | Dorfkirche Rehfeld                                   | Falkenberg/Elster OT: Rehfeld Lindenstraße 55a (Lage)                    | evangelisch    |                                                            | weitere Bilder  |                | 09135588   | Q42231505        |
| Rückersdorf              | frühere Katholische Kapelle Rückersdorf              | Rückersdorf OT: Rückersdorf ()                                           |                |                                                            | weitere Bilder  |                |            | Q116269963       |
| Rückersdorf              | Dorfkirche Rückersdorf (Niederlausitz)               | Rückersdorf OT: Rückersdorf Dorfstraße 20 (Lage)                         | evangelisch    |                                                            | weitere Bilder  |                | 09135123   | Q42589375        |
| Saathain                 | Gutskirche Saathain                                  | Röderland OT: Saathain Am Park 2 (Lage)                                  |                |                                                            | weitere Bilder  |                | 09135491   | Q1310364         |
| Sallgast                 | Dorfkirche Sallgast                                  | Sallgast OT: Sallgast Poleyer Str. 3 (Lage)                              | evangelisch    |                                                            | weitere Bilder  |                | 09135124   | Q107203554       |
| Sallgast                 | Frühere katholische Kapelle Sallgast                 | Sallgast OT: Sallgast Siedlung 16a (Lage)                                | profaniert     |                                                            | weitere Bilder  |                |            | Q116269964       |
| Saxdorf                  | Dorfkirche Saxdorf                                   | Uebigau-Wahrenbrück OT: Saxdorf Hauptstraße 5 (Lage)                     | evangelisch    |                                                            | weitere Bilder  |                | 09135327   | Q27919968        |
| Schadewitz               | Dorfkirche Schadewitz                                | Schönborn OT: Schadewitz Dorfaue 12 (Lage)                               | evangelisch    |                                                            | weitere Bilder  |                | 09135291   | Q56424869        |
| Schilda                  | Dorfkirche Schilda                                   | Schilda OT: Schilda Dorfstraße 108a (Lage)                               | evangelisch    |                                                            | weitere Bilder  |                | 09135125   | Q42590956        |
| Schlieben                | Unbefleckte Empfängnis                               | Schlieben OT: Schlieben Herrenstraße 7 (Lage)                            | katholisch     | Die Kapelle entstand 1960 durch Umbau eines Stallgebäudes. | weitere Bilder  |                |            | Q124433531       |
| Schlieben                | St. Martin (Schlieben)                               | Schlieben OT: Schlieben Markt (Lage)                                     | evangelisch    |                                                            | weitere Bilder  |                | 09135223   | Q80103675        |
| Schmerkendorf            | Dorfkirche Schmerkendorf                             | Falkenberg/Elster OT: Schmerkendorf Hauptstraße 26a (Lage)               | evangelisch    |                                                            | weitere Bilder  |                | 09135238   | Q27016851        |
| Schönborn                | Dorfkirche Schönborn (Niederlausitz)                 | Schönborn OT: Schönborn Lindenstraße 12 (Lage)                           | evangelisch    |                                                            | weitere Bilder  |                | 09135073   | Q48758353        |
| Schönewalde              | St. Nikolai Schönewalde                              | Schönewalde OT: Schönewalde Kirchstraße 4 (Lage)                         | evangelisch    |                                                            | weitere Bilder  |                | 09135240   | Q75327360        |
| Schönewalde              | Dorfkirche Schönewalde (Sonnewalde)                  | Sonnewalde OT: Schönewalde Kirchhainer Chaussee 46a (Lage)               | evangelisch    |                                                            | weitere Bilder  |                | 09135126   | Q116453698       |
| Schönewalde              | Neuapostolische Kirche Schönewalde                   | Schönewalde OT: Schönewalde Wilhelm-Pieck-Straße 6 (Lage)                | neuapostolisch |                                                            | Bild gesucht BW |                |            | Q124464179       |
| Schraden                 | Luisenkapelle Schraden                               | Schraden OT: Schraden Tettauer Straße 1 (Lage)                           | evangelisch    |                                                            | weitere Bilder  |                |            | Q124463174       |
| Sonnewalde               | Stadtpfarrkirche Sonnewalde                          | Sonnewalde OT: Sonnewalde Markt (Lage)                                   | evangelisch    |                                                            | weitere Bilder  |                | 09135127   | Q54123606        |
| Sorno                    | Dorfkirche Sorno                                     | Finsterwalde OT: Sorno Sornoer Hauptstraße 25a (Lage)                    | evangelisch    |                                                            | weitere Bilder  |                | 09135128   | Q39028293        |
| Staupitz                 | Dorfkirche Staupitz                                  | Gorden-Staupitz OT: Staupitz Finsterwalder Str. 35 (Lage)                | evangelisch    |                                                            | weitere Bilder  |                | 09135302   | Q101579344       |
| Stechau                  | Dorfkirche Stechau                                   | Fichtwald OT: Stechau Dorfstraße 60 (Lage)                               | evangelisch    |                                                            | weitere Bilder  | Innenansichten | 09135243   | Q80105342        |
| Stolzenhain              | Dorfkirche Stolzenhain (Schönewalde)                 | Schönewalde OT: Stolzenhain Jugendstraße (Lage)                          | evangelisch    |                                                            | weitere Bilder  |                | 09135246   | Q27048020        |
| Stolzenhain an der Röder | Dorfkirche Stolzenhain an der Röder                  | Röderland OT: Stolzenhain an der Röder Saathainer Straße (Lage)          | evangelisch    |                                                            | weitere Bilder  |                | 09135494   | Q27450660        |
| Trebbus                  | Dorfkirche Trebbus                                   | Doberlug-Kirchhain OT: Trebbus Trebbus Nr. 32 (Lage)                     | evangelisch    |                                                            | weitere Bilder  |                | 09135130   | Q44229215        |
| Tröbitz                  | Evangelische Kirche Tröbitz                          | Tröbitz OT: Tröbitz Hauptstraße 8 (Lage)                                 | evangelisch    |                                                            | weitere Bilder  |                | 09135076   | Q39328489        |
| Tröbitz                  | kath. St. Michael-Kirche Tröbitz                     | Tröbitz OT: Tröbitz Anliegerweg 2 (Lage)                                 | katholisch     |                                                            | weitere Bilder  | Innenansichten |            | Q91583941        |
| Uebigau                  | St. Nikolai Uebigau                                  | Uebigau-Wahrenbrück OT: Uebigau An der Kirche 2 (Lage)                   | evangelisch    |                                                            | weitere Bilder  |                | 09135262   | Q14550988        |
| Uebigau                  | St. Peter und Paul (Uebigau)                         | Uebigau-Wahrenbrück OT: Uebigau Elsterstraße 4 (Lage)                    | katholisch     | 2024 profaniert                                            |                 |                |            | Q124463530       |
| Uebigau                  | Frühere Neuapostolische Kirche Uebigau               | Uebigau-Wahrenbrück OT: Uebigau Parkweg 3 (Lage)                         | neuapostolisch |                                                            | Bild gesucht BW |                |            | Q124472114       |
| Wahrenbrück              | Stadtpfarrkirche Wahrenbrück                         | Uebigau-Wahrenbrück OT: Wahrenbrück Uebigauer Str. 2 (Lage)              | evangelisch    |                                                            | weitere Bilder  |                | 09135495   | Q42673905        |
| Wainsdorf                | Friedhofskapelle Wainsdorf                           | Röderland OT: Wainsdorf Hauptstraße 26 (Lage)                            |                |                                                            | Bild gesucht BW |                |            | Q124424434       |
| Werchau                  | Dorfkirche Werchau                                   | Schlieben OT: Werchau Werchau 27 (Lage)                                  | evangelisch    |                                                            | weitere Bilder  |                | 09135265   | Q79997190        |
| Werenzhain               | Dorfkirche Werenzhain                                | Doberlug-Kirchhain OT: Werenzhain Werenzhainer Hauptstraße 75a (Lage)    | evangelisch    |                                                            | weitere Bilder  |                | 09135129   | Q56543648        |
| Wiederau                 | Dorfkirche Wiederau                                  | Uebigau-Wahrenbrück OT: Wiederau Dorfstraße (Lage)                       | evangelisch    |                                                            | weitere Bilder  |                | 09135266   | Q27577002        |
| Wiepersdorf              | Dorfkirche Wiepersdorf                               | Schönewalde OT: Wiepersdorf Im Winkel (Lage)                             | evangelisch    |                                                            | weitere Bilder  |                | 09135267   | Q79997668        |
| Wildenau (Schönewalde)   | Dorfkirche Wildenau (Schönewalde)                    | Schönewalde OT: Wildenau (Schönewalde) Alte Dorfstraße 68 (Lage)         | evangelisch    |                                                            | weitere Bilder  |                | 09135268   | Q105944875       |
| Wildgrube                | Dorfkirche Wildgrube                                 | Uebigau-Wahrenbrück OT: Wildgrube Domsdorfer Straße 4 (Lage)             | evangelisch    |                                                            | weitere Bilder  |                |            | Q91587319        |
| Würdenhain               | St. Katharina-Kirche Würdenhain                      | Röderland OT: Würdenhain Würdenhainer Dorfstraße 3a (Lage)               | evangelisch    |                                                            | weitere Bilder  |                | 09135405   | Q16729855        |
| Zeckerin                 | Dorfkirche Zeckerin                                  | Sonnewalde OT: Zeckerin Zeckeriner Dorfstraße (Lage)                     | evangelisch    |                                                            | weitere Bilder  |                | 09135131   | Q116449467       |
| Züllsdorf                | Peter-und-Paul-Kirche                                | Herzberg OT: Züllsdorf Hauptstraße 26 (Lage)                             | evangelisch    |                                                            | weitere Bilder  |                | 09135312   | Q44229213        |